# Chrysopilus torrentium
Chrysopilus torrentium är en tvåvingeart som beskrevs av Thomas 1979. Chrysopilus torrentium ingår i släktet Chrysopilus och familjen snäppflugor.
Artens utbredningsområde är Frankrike. Inga underarter finns listade i Catalogue of Life.